# Sidonie Gabrielle Colette
Sidonie Gabrielle Colette (Saint-Sauver-en-Pui-Saye, 28. siječnja 1873. – Pariz, 3. kolovoza 1954.), francuska književnica.
Prva djela pisala je sa svojim prvim suprugom piscem i novinarom Willyem. Bila je plesačica u music hallu, pjevačica i glumica. Članicom Kraljevske akademije u Bruxellesu i Goncourtove akademije postala je 1945. godine. Njezina djela puna su senzibiliteta i životne radosti, a simpatije publike stekla je kao sugestivan slikar životinja.

## Djela
- "Claudine u Parizu",
- "Mačka",
- "Sido",
- "Cheri",
- "Gigi".